# Diptilon proleuca
Diptilon proleuca är en fjärilsart som beskrevs av Druce 1905. Diptilon proleuca ingår i släktet Diptilon och familjen björnspinnare. Inga underarter finns listade i Catalogue of Life.